# Jasynuvata
Jasynuvata (ukrainsk: Ясинувата}; russisk: Ясиноватая - Yasinovataya) er en by i Donetsk oblast (provins) i det sydøstlige Ukraine. Administrativt er den en By af regional betydning. Den fungerer også som administrativt centrum i Jasynuvata rajon, selv om den ikke tilhører rajonen. Den ligger 21 km nord for Donetsk, det administrative centrum i Donetsk oblast. Jasynuvata er et vigtigt center for sværindustri og kulminedrift (Donets-bækkenet), og et stort jernbaneknudepunkt, som indtil starten af den ukrainske krig i 2014 havde Ukraines største rangerbanegård. Jasynuvata ligger ved udspringet af floden Kalmius.
Byen har en befolkning på omkring 34.269 (2021).